# Степовик, Дмитрий Власович
Дми́трий Вла́сович Степови́к (7 октября 1938, Слободище, Житомирская область — 28 января 2024, Киев) — советский и украинский искусствовед. Доктор философии (1990), доктор искусствоведения (1992), доктор богословских наук (2001), профессор (1992).

## Биография
Окончил факультет журналистики Киевского университета им. Т. Г. Шевченко (1960) и аспирантуру в Институте искусствознания и фольклористики АН УССР.
В 1970 году защитил кандидатскую диссертацию «Творчество Александра Антония Тарасевича». С 1976 года — член Национального Союза художников Украины.
В 1993 году стал профессором Киевской духовной академии.
С 2004 года — академик Академии наук Высшей школы Украины.
Похоронен на Берковецком кладбище.

## Публикации[1]
Автор более 500 статей и 40 книг по изобразительному искусству, среди которых:
- «Александр Тарасевич: Становление украинской школы гравюры на металле»(1975);
- «Украинско-болгарские художественные связи» (1975);
- «Украинская графика XVI—XVIII веков: Эволюция образной системы» (1982);
- «Леонтий Тарасевич и украинское искусство барокко» (1986);
- «Иван Щирский: Поэтический образ в украинской барочной гравюре» (1988);
- «Сокровища Украины» (1990), переиздана в 1991 году;
- «Скульптор Михаил Паращук» (1994);
- «Скульптор Лео Мол» (1995);
- «История украинской иконы Х—XX веков» (1996), переиздана в 2004 и 2008 гг.;
- «Скульптор Михаил Черешневской» (2000);
- «История Киево-Печерской Лавры» (2001);
- «Украинская икона: Иконотворческий опыт диаспоры» (2003);
- «Яков Гниздовский» (2003);
- «Современная украинская икона» (2005);
- «Патриарх Мстислав: Жизнь и архипастырская деятельность» (2007);
- «Искусство иконы: Рим — Византия — Украина» (2008);
- «Украинская гравюра барокко» (2011).

## Награды
- Лауреат премии имени Ивана Франко Президиума Академии наук Украины (1990)
- Премия Фонда духовного возрождения имени митрополита Андрея Шептицкого (1992)
- Международная премия Фонда Антоновича (г.Вашингтон, США, 1998)
- Орден святого равноапостольного князя Владимира Великого 3-й степени (1998)
- Орден святого равноапостольного князя Владимира Великого 2-й степени (2003)
- Орден святых равноапостольных Кирилла и Мефодия (2005)
- Международная премия Фонда Воляник-Швабинского (г.Нью-Йорк, США, 2005)
- Премия им.И.Нечуя-Левицкого Украинского Фонда культуры (2007)
- Орден святого равноапостольного князя Владимира Великого 1-й степени (2008)
- Орден «За заслуги» 2-й степени (2008)
- Премия имени митрополита И.Огиенко (2009)
- Международная премия Фонда Воскобойников (г.Бока Ратон, штат Флорида, США, 2009)